# غازي القصيبي
غازي بن عبد الرحمن القصيبي، (2 مارس 1940 - 15 أغسطس 2010) شاعر وأديب وكاتب وسفير دبلوماسي ووزير سعودي، قضى سنوات عمره الأولى في مدينة «الأحساء» في «المنطقة الشرقية» من السعودية، ثم انتقل بعدها إلى العاصمة البحرينية المنامة ليدرس فيها مراحل التعليم، حصل على درجة البكالوريوس من كلية الحقوق في جامعة القاهرة، ثم حصل على درجة الماجستير في العلاقات الدولية من جامعة جنوب كاليفورنيا التي لم يكن يريد الدراسة بها، بل كان يريد دراسة القانون الدولي في جامعات أخرى من جامعات أمريكا، وبالفعل حصل على عدد من القبولات في جامعات عدة ولكن لمرض أخيه نبيل اضطر إلى الانتقال إلى جواره والدراسة في جنوب كاليفورنيا وبالتحديد في لوس أنجلوس ولم يجد التخصص المطلوب فيها فاضطر إلى دراسة العلاقات الدولية أما الدكتوراه ففي العلاقات الدولية من جامعة لندن والتي كانت رسالتها فيها حول اليمن كما أوضح ذلك في كتابه حياة في الإدارة.

## الأصل
نشرتْ جريدةُ المسائية السعودية يوم 30 أكتوبر سنة 1983م توضيحاً من غازي القصيبي يتعلق بأصل انتسابه فقال «لم أكن أتصور أن أصلي وفصلي يمكن أن يكونا محور الحديث في أي مجلس، ولعل هذا لقلة المواضيع الأخرى الهامة، إن منشأ العائلة من» القصب «بالفعل، ولقد وصل جدي الثالث إلى حريملاء، وكان فتى صغيرا فلُقّب بالقصيبي، واستقرت العائلة في حريملاء، ثم نزحت إلى الأحساء، وهذا لإيضاح السجل التاريخي، أما من ناحية العواطف والانتماء فإنني أحسّ أنني ولدت في كل رملة من رمالنا والتصقت بكل قطرة ماء في شواطئنا وامتزجت مع كل غيمة في سمائنا من أقصى هذه البلاد إلى أقصاها».

## النشأة
في بيئة مشبعة بالكآبة كما يصفها القصيبي كانت ولادته التي وافقت اليوم الثاني من شهر مارس عام 1940 ذلك الجو الكئيب كانت له مسبباته، فبعد تسعة أشهر من ولادة غازي توفيت والدته، وقبل ولادته بقليل كان جده لوالدته قد توفي أيضاً وإلى جانب هذا كله كان بلا أقران أو أطفال بعمره يؤنسونه، في ذلك الجو، يقول غازي: «ترعرعت متأرجحاً بين قطبين أولهما أبي وكان يتسم بالشدة والصرامة (كان الخروج إلى الشارع محرّما على سبيل المثال)، وثانيهما جدتي لأمي، وكانت تتصف بالحنان المفرط والشفقة المتناهية على (الصغير اليتيم).» ولكن لم يكن لوجود هذين المعسكرين في حياة غازي الطفل تأثير سلبي كما قد يُتوقع بل خرج من ذلك المأزق بمبدأ إداري يجزم بأن «السلطة بلا حزم تؤدي إلى تسيب خطر، وأن الحزم بلا رحمة يؤدي إلى طغيان أشد خطورة.» هذا المبدأ، الذي عايشه غازي الطفل طبقه غازي المدير وغازي الوزير وغازي السفير أيضاً فكان على ما يبدو سبباً في نجاحاته المتواصلة في المجال الإداري، إلا أننا لا ندري بالضبط، ماذا كان أثر تلك النشأة لدى غازي الأديب.

## المناصب التي تولاها
تولى القصيبي مناصب عدة منها أستاذ مساعد في كلية العلوم الإدارية بجامعة الملك سعود في الرياض 1965 - 1385هـ ومستشار قانوني في مكاتب استشارية وفي وزارة الدفاع والطيران (وزارة الدفاع حاليا) ووزارة المالية ومعهد الإدارة العامة ونال منصب عميد كلية التجارة بجامعة الملك سعود 1971 - 1391هـ ثم مدير المؤسسة العامة للسكك الحديدية 1973 - 1393 هـ ومن ثم وزير الصناعة والكهرباء 1976 - 1396 هـ وثم وزير الصحة 1982 - 1402هـ فسفير السعودية لدى البحرين 1984 - 1404 هـ ثم سفير السعودية لدى بريطانيا 1992 - 1412هـ فعاد وزير المياه والكهرباء 2003 - 1423هـ ومن ثم وزير العمل 2005 - 1425 هـ، وكما مُنح وسام الكويت ذو الوشاح من الطبقة الممتازة عام 1992 ومُنح وسام الملك عبد العزيز وعدداً من الأوسمة الأخرى من دول عربية وغير عربية، كما لديه اهتمامات اجتماعية مثل عضويته في جمعية الأطفال المعوقين السعودية حيث كان أحد مؤسسيها وكان عضواً فعالاً في مجالس وهيئات حكومية، وصاحب فكرة تأسيس جمعية الأطفال المعاقين بالمملكة العربية السعودية، كما عمل بلا مُرتب في آخر 30 سنة من حياته حيث حُولت مرتباته إلى جمعية الأطفال المعاقين، وذكره معلمه والأديب عبد الله بن محمد الطائي ضمن الشعراء المجددين في كتابة دراسات عن الخليج العربي قائلاً:«أخط اسم غازي القصيبي وأشعر أن قلبي يقول ها أنت أمام مدخل مدينة المجددين، وأطلقت عليه عندما أصدر ديوانه (أشعار من جزائر اللؤلؤ) الدم الجديد، وكان فعلاً دماً جديداً سمعناه يهتف بالشعر في الستينيات، ولم يقف، بل سار مصعداً، يجدد في أسلوب شعره، وألفاظه ومواضيعه.» ويعد كتابه حياة في الإدارة أشهر ما نشر له وتناول سيرته الوظيفية وتجربته الإدارية حتى تعيينه سفيراً في لندن، وقد وصل عدد مؤلفاته إلى أكثر من ستين مؤلفاً كما له أشعار متنوعة.

## التعليم
لم يستمر جو الكآبة ذاك ولم تستبد به العزلة طويلاً بل ساعدته المدرسة على أن يتحرر من تلك الصبغة التي نشأ بها ليجد نفسه مع الدراسة بين أصدقاء متعددين ووسط صحبة جميلة. في المنامة كانت بداية مشواره الدراسي حتى أنهى الثانوية، ثم حزم حقائبه نحو مصر وإلى القاهرة بالتحديد وفي جامعتها انتظم في كلية الحقوق، وبعد أن أنهى فترة الدراسة هناك والتي يصفها بأنها غنية بلا حدود ويبدو أنها كذلك بالفعل إذ يُقال إن رواية شقة الحرية التي كتبها، والتي كانت هي الأخرى غنية بلا حدود تحكي التجربة الواقعية لغازي أثناء دراسته في القاهرة.
بعد ذلك، عاد إلى السعودية يحمل معه شهادة البكالوريوس في القانون وكان في تخطيطه أن يواصل دراسته في الخارج وأصرّ على ذلك رغم العروض الوظيفية الحكومية التي وصلته وكان أهمّها عرضاً يكون بموجبه مديراً عاماً للإدارة القانونية في وزارة البترول والثروة المعدنية (وزارة الطاقة والصناعة والثروة المعدنية حاليا) والتي كان يحمل حقيبتها آنذاك عبد الله الطريقي إلا أنه رفضه مقدماً طموح مواصلة الدراسة على ما سواه. كان أبوه حينها قد عرض عليه الدخول في التجارة معه ومع إخوته إلا أنه اعتذر من أبيه عن ذلك أيضاً فما كان من الأب شديد الاحترام لاستقلال أولاده كما يصفه ابنه إلا أن يقدّر هذه الرغبة بل وساعده بتدبير أمر ابتعاثه الحكومي إلى الخارج وهذا ما تم، وفي 1962 ونحو لوس أنجلوس في الولايات المتحدة الأمريكية كانت الوجهة هذه المرة وفي جامعة جنوب كاليفورنيا العريقة قضى ثلاث سنوات توّجت بحصوله على درجة الماجستير في العلاقات الدولية.
وفي أميركا وأثناء دراسة الماجستير، جرّب غازي منصبًا إداريًا للمرة الأولى وذلك بعد فوزه بأغلبية ساحقة في انتخابات جمعية الطلاب العرب في الجامعة، وبعد رئاسته لها بأشهر أصبحت الجمعية ذات نشاط خلاق، بعد أن كانت الفرقة سمتها نظراً للوضع الذي كان يعيشه الوطن العربي آنذاك والذي يؤثر بالطبع على أحوال الطلاب العرب.

## العمل
عاد إلى الوطن وعمل أستاذاً جامعياً بعد إكمال الدراسة والحصول على الدكتوراه بعد فترة عملية، كان قرار غازي من بين خيارات عدة، فعاد إلى الرياض عام 1964 وإلى جامعتها - جامعة الملك سعود حالياً - تقدّم آملا بالتدريس الجامعي في كلية التجارة - إدارة الأعمال حالياً - ولكن السنة الدراسية كانت قد بدأت قبل وصوله، ما جعل أمله يتأجل قليلاً حتى السنة التالية، وفي تلك الأثناء قضى غازي ساعات عمله اليومية في مكتبة الكلية (بلا عمل رسمي) وقبيل فترة الامتحانات الجامعية جاء الفرج حاملاً معه مكتباً متواضعاً ومهمة عملية لم تكن سوى لصق صور الطلاب على استمارات الامتحان وقام حامل الماجستير في العلاقات الدولية بتلك المهمة عن طيب خاطر.
وقبل بدء السنة التالية، طلب منه عميد الكلية أن يجهّز نفسه لتدريس مادتي مبادئ القانون ومبادئ الإدارة العامة إلا أنه وقبيل بدء الدراسة فوجئ الأستاذ الجامعي الجديد بأنه عضو في لجنة السلام السعودية – اليمنية التي نصت عليها اتفاقية جدة لإنهاء الحرب الأهلية في اليمن وكان أن رشح اسمه كمستشار قانوني في الجانب السعودي من اللجنة دون علمه، ليأتي أمر الملك فيصل باعتماد أسماء أعضاء اللجنة فلم يكن هناك بدّ من الانصياع لهذه العضوية، ومع أوائل العام 1966 كانت مهمة اللجنة قد انتهت ليعود المستشار القانوني السياسي إلى أروقة الجامعة، وكلف حينها بتدريس سبع مواد مختلفة. وفي 1967 غادر نحو لندن ليحضّر الدكتوراه هناك، وكتب رسالته حول حرب اليمن ثم عاد إلى الرياض في 1971 ولكنه قد بدأ مشواره العملي ليصل إلى مجلس الوزراء بعد أربع سنوات في التشكيل الوزاري الذي صدر عام 1975.

## الأستاذ
مع بداية العام 1971 عاد غازي القصيبي للعمل في الجامعة بعد أن حصل على درجة الدكتوراه من لندن في المملكة المتحدة وأدار بعد عودته بقليل مكتباً للاستشارات القانونية كان يعود لأحد أصدقائه ومن خلال هذه التجربة التي يعترف غازي بأنه لم يوفق فيها تجارياً، يبدو أنه وفق بشأن آخر وهو التعرف على طبيعة المجتمع السعودي بشكلٍ أقرب من خلال تعامله مع زبائن المكتب.
في تلك الفترة أيضاً كانت الفرصة قد سنحت للكتابة بشكل نصف شهري في جريدة الرياض مع إعداد برنامج تلفزيوني أسبوعي يتابع المستجدات في العلاقات الدولية وكان لظهوره الإعلامي دور في ترسيخ هذا الاسم في ذاكرة العامة، وفي تلك الأثناء كذلك شارك القصيبي مع مجموعة لجان حكومية كانت بحاجة لمستشارين قانونيين ومفاوضين مؤهلين من ضمنها لجان في وزارة الدفاع والطيران ولجان في وزارة المالية والاقتصاد الوطني وغيرها، في تلك الحقبة من بداية المشوار العملي الحقيقي كان لابد وأن يكون لبزوغ هذا الاسم ثمن وكان كذلك بالفعل إذ انطلقت أقاويل حول عاشق الأضواء وعاشق الظهور ويعلق القصيبي على ذلك بالقول:«تعلمت في تلك الأيام ولم أنس قط أنه إذا كان ثمن الفشل باهضاً فللنجاح بدوره ثمنه المرتفع ... أعزو السبب لظهور هذه الأقاويل إلى نزعة فطرية في نفوس البشر تنفر من الإنسان المختلف الإنسان الذي لا يتصرف كما يتصرفون.» وبعد أقل من عام كان على الأستاذ الجامعي أن يتحول عميداً لكلية التجارة وهو المنصب الذي رفضه إلا بشرط هو ألا يستمر في المنصب أكثر من عامين غير قابلة للتجديد فكانت الموافقة على شرطه هذا إلى جانب شروط أخرى رحب بها مدير الجامعة، وبدأت تنمو الإصلاحات في الكلية ونظامها وسياستها بشكلٍ مستمر وبنشاط لا يتوقف، حتى عاد أستاذاً جامعياً بعد عامين.

## الوزير
وفي 1973 كان القرار في الانتقال من الحياة الأكاديمية إلى الخدمة العامة في المؤسسة العامة للخطوط الحديدية وكان سبق أن عرض عليه الأمير نايف وزير الداخلية السابق أن يعمل مديراً عاماً للجوازات والجنسية ولكنه رفض، أما إدارة المؤسسة العامة للخطوط الحديدية فأثارت شهية الإداري الذي ولد داخل الأكاديمي على حد وصف القصيبي، وقبل أن يتضح له أنه بدأ شيئاً فشيئاً يتحول إلى وزير تحت التمرين كان قد التقى مرات عدة مع الأمير فهد آنذاك حتى أنه شرح له في إحدى المرات فلسفة المملكة التنموية وكأن ذاك درس للطالب النجيب لينتقل نحو مجلس الوزراء وهذا ما حدث بالفعل في عام 1975 ضمن التشكيل الوزاري الجديد إذ عُيّن وزيراً لوزارة الصناعة والثروة المعدنية ويذكر المواطن من ذلك الجيل أن الكهرباء حينها دخلت كل منزل أو على الأقل غالبية المنازل في السعودية وخلال فترة وجيزة، كذلك كان من أهم إنجازات تلك الفترة نشوء شركة سابك عملاق البتروكيماويات السعودي، وكانت قد ظهرت آنذاك العلامة المميزة لغازي القصيبي وهي الزيارات المفاجئة، يعترف غازي الوزير أنه لم يكن بوسعه تحقيق ما حققه لولا الحظوة التي نالها لدى القيادة السياسية للبلد وهذه الحظوة لم تكن بالطبع لتأتي من فراغ وتوطدت أكثر مع الأمير فهد ولي العهد وفي يوم من أواخر العام 1981 كان الأمير فهد قد قرر تعيين غازي وزيراً للصحة وهو ما تم بعد تولي الملك فهد مقاليد الحكم عام 1982، ويقول الوزير الجديد حينها في هذا الشأن: «كانت ثقة الملك المطلقة التي عبر عنها شخصياً وفي أكثر من وسيلة ومناسبة هي سلاحي الأول والأخير في معارك وزارة الصحة.» وفي تلك الوزارة كانت التغيرات حثيثة ومتلاحقة نحو الأفضل، ظهر غازي في تلك التغيرات كإنسان أكثر من كونه وزير أو إداري وربما كان لطبيعة العمل الإنساني في وزارة الصحة دور كبير في هذا، كان من الأمثلة على ذلك إنشاء (جمعية أصدقاء المرضى)، برنامج يقوم على إهداء والدي كل طفل يولد في مستشفيات الوزارة صورة لوليدهم بعد ولادته مباشرة مع قاموس للأسماء العربية هذا فضلاً عن تعزيز عملية التبرع بالدم وبث ثقافتها وتحفيز المواطنين نحوها كذلك ظهرت لمسات روحانية كتعليق آيات من القرآن داخل المستشفيات وتوزيع المصاحف على المرضى المنومين.
ولكن الأكيد أنه ومع كل تلك النجاحات التي ما زالت آثار نتائجها باقية حتى اليوم لم تكن النهاية سعيدة إذ صدر أمر ملكي بإعفاء الوزير القصيبي من وزارة الصحة وكان ذلك في أواسط عام 1984 يقول غازي عن الإعفاء أنه كان دراما إنسانية معقدة وكانت قصيدة سيف الدولة الحمداني قد دقت الوتد الأخير أو هي كل الأوتاد في العلاقة الودية بين الوزير ورئيسه في مجلس الوزراء الملك فهد فكان الإعفاء.

## السفير
وبعد شهر واحد فقط صدر تعيينه سفيراً للمملكة العربية السعودية في مملكة البحرين بناءً على رغبته، وبقي كذلك لثماني سنوات حتى صدر قرار تعيينه – بعد استشارته - سفيراً للمملكة العربية السعودية في بريطانيا وظل هناك طوال إحدى عشرة سنة ليعود من السلك الدبلوماسي نحو الوزارة، وزيراً للمياه ثم المياه والكهرباء بعد أن دمجتا في وزارة واحدة لينتقل أخيراً نحو وزارة العمل.

## معارضة ومواقف
كان للقصيبي ميول أدبية جادة ترجمها عبر دواوين شعر كثيرة وروايات أكثر وربما يعدّ بسببها أحد أشهر الأدباء في السعودية، ويظل رمزاً أو نموذجاً جيداً لدى الشباب منهم، وكالعادة، فالمبدعين لا بد وأن تحاصرهم نظرات الشك وتلقى إليهم تهم لها أول لكنها بلا آخر لا سيما وأن متذوقي الأدب قلة، ومحبي حديث الوعاظ المتحمّسين غالبية، وابتدأت تلك المشاحنات من جانب الوعاظ مع إصداره لديوانه الشعري الثالث معركة بلا راية عام 1970 إذ ساروا في وفود وعلى مدى أسابيع عدة نحو الملك فيصل لمطالبته بمنع الديوان من التداول وتأديب الشاعر فأحال الملك فيصل الديوان لمستشاريه ليطلعوا عليه ويأتوه بالنتيجة، فكان أن رأي المستشارين أنه ديوان شعر عادي لا يختلف عن أي ديوان شعر عربي آخر إلا أن الضجة لم تتوقف حول الديوان واستمرت الوفود بالتقادم للملك فيصل، فما كان منه سوى أن شكل لجنة ضمت وزير العدل ووزير المعارف ووزير الحج والأوقاف لدراسة الديوان أو محاكمته بالأصح وانتهت اللجنة إلى أن ليس في الديوان ما يمس الدين أو الخلق، ولا تمر هذه الحادثة في ذهن القصيبي إلا ويتذكر موقف الملك عبد الله بن عبد العزيز من هذه القضية إذ يقول غازي:«سمعت من أحد المقربين إليه أنه اتخذ خلال الأزمة موقفاً نبيلاً وحث الملك فيصل على عدم الاستجابة إلى مطالب الغاضبين المتشنجة.»
فيما بعد توالت الإصدارات بين دواوين الشعر والروايات والكتب الفكرية ومن دواوينه الشعرية صوت من الخليج والأشج واللون عن الأوراد وأشعار من جزائر اللؤلؤ وسحيم وللشهداء، ومن رواياته شقة الحرية والعصفورية وسبعة وهما وسعادة السفير ودنسكو وسلمى وأبو شلاخ البرمائي وآخر إصداراته الجنية، وفي المجال الفكري له من المؤلفات التنمية، الأسئلة الكبرى والغزو الثفافي وأمريكا والسعودية وثورة في السنة النبوية، والكتاب الذي وثّق فيه سيرته الإدارية والذي حقق مبيعات عالية حياة في الإدارة وكذلك كتاب الوزير المرافق الذي وثق فيه سيرته كمسؤول في وزارة من خلال بعثات الوفود الرسمية ومرافقته للضيوف الرسميين، أحدثت معظم مؤلفات القصيبي ضجة كبرى حال طبعها، وكثير منها مُنع من التداول في السعودية لا سيما الروايات، ولا يزال فيها ما هو ممنوع حتى الآن.
وعلى المستوى الروائي يكاد يُجمع المهتمين بأن روايتي شقة الحرية والعصفورية هما أهم وأفضل وأشهر ما كتب القصيبي، في حين احتفظ ديوان معركة بلا راية بمرتبته المتقدمة بين دواوين الشعر الأخرى، وفي المؤلفات الأخرى يبقى حياة في الإدارة واحداً من الكتب التي حققت انتشاراً كبيراً رغم أن ثقافة القراءة كانت شبه معدومة حينها في المجتمع - نشر الكتاب عام 1998 وهو عام بائس في التاريخ السعودي انخفض فيه سعر برميل النفط إلى أقل من 10 دولارات - دائماً ما كان القصيبي منذ البدء متواصلاً مع المشهد الثقافي السعودي عبر إصداراته شبه السنوية، وأثار ضجة أخرى عندما قدّم رواية بنات الرياض للروائية السعودية رجاء الصانع وهي الرواية التي تواجه مصيراً يكاد يقترب من مصير معركة بلا راية عند صدوره.

### بيان ابن باز
- رُوي لابن باز أنّ غازي القصيبي قال «إن الجزيرة لم تر النور منذ 3000 سنة»، فأصدر ابن باز بياناً لنقد مقولة القصيبي، وكان جواب القصيبي «كان البعض غفر الله لنا ولهم قد دقوا بين الشيخ وبيني.. ونقلوا ما نقلوا إليه مشوها محرفا وخارجا عن سياقه» ويعتقد حمد الماجد أنّه من المستحيل أن يقصد القصيبي بهذه العبارة المرحلة النبوية وما بعدها.[6]

## أحداث وطرائف
وفي الشأن الأدبي لم تخلو سيرة القصيبي الوزير من مواقف طريفة تسبب بها غازي الأديب إذ يروي القصيبي أنه في أحد الأيام إبان وزارته في الكهرباء والصناعة حصل انقطاع للكهرباء في أحد أحياء الرياض وكان القصيبي يذهب إلى مقر الشركة ويتلقى الشكاوى الهاتفية مع موظفي السنترال كلما حدث انقطاع فلما كان ذاك اليوم وأثناء تلقيه للاتصالات على سنترال الشركة حادثة مواطن غاضب قائلا: «قل لوزيركم الشاعر أنه لو ترك شعره واهتم بعمله لما انقطعت الكهرباء عن الرياض» يقول غازي «فقلت له ببساطة شكراً .. وصلت الرسالة فقال: ماذا تعني؟ قلت: أنا الوزير قال: أحلف بالله فقلت: والله.» وكانت هناك لحظة صمت في الجانب الآخر قبل أن تهوي السماعة، ودارت نزاعات فكرية ثقافية بين القصيبي ومجموعة من الصحويين في أواسط التسعينات، حولها الصحويون من اختلافات إلى خلافات ووصلوا فيها إلى مراحل متقدمة من الطعن في القصيبي عبر المنشورات والمنابر وأشرطة الكاسيت، فأصدر غازي حينها كتابا بعنوان حتى لا تكون فتنة وهو بمثابة الرسالة يوجهها نحو من جعلوا أنفسهم خصوماً له وأشهرهم ناصر العمر وسلمان العودة وانتهت تلك المرحلة بسلام.
ورغم أن البعض يرى أدب القصيبي متطرفاً نحو اليسار إلا أن لآخرين رأيهم بأنه متطرفاً لليمين لا سيما في أدبياته الأخيرة وخصوصاً قصيدة الشهداء التي مجّد فيها القصيبي للعمليات الاستشهادية في فلسطين وأشاع بعضهم حينها أنها كانت سبباً لتدهور علاقاته الدبلوماسية في بريطانيا فكان أن نقل من السفارة عائداً إلى الوزارة، وذلك بعد نحو عام من نشر القصيدة، وهنا استشهد القصيبي بقول الأديب السوري محمد الماغوط: « ما من موهبة تمر بدون عقاب ويضيف عليها: وما من موقف يمر بلا ثمن.»

## مؤلفاته والإنتاج الأدبي

غلاف كتاب شقة الحرية.

غلاف كتاب حياة في الإدارة.

غلاف كتاب العصفورية.

غلاف كتاب أقصوصة ألزهايمر

القصيبي شاعر له إنتاجات في مجالات مختلفة ففي فن الرواية والقصة خرج له:
- شقة الحرية
- دنسكو، 2002
- أبو شلاخ البرمائي، 2006
- العصفورية، 1996
- سبعة،[8] 2003
- سعادة السفير، 2003
- الجنية، 2006
- هما، 2001
- حكاية حب، 2004
- رجل جاء وذهب،[9] 2002
- سلمى، 2002
- بيت
- أقصوصة الزهايمر، نشرت بعد وفاته 2010

تُرجمت اثنتين من رواياته إلى اللغة الإنجليزية:
- سبعة، ترجمة باسل حكيم وجافين واترسون، كتب الساقي (1999) (ردمك 0-86356-088-1)
- شقة الحرية، 1994، ترجمة: ليزلي ماكلوغلين، كيغان بول (1996) (ردمك 0-7103-0550-8)

وفي السيرة:
- حياة في الإدارة
- الوزير المرافق
- العودة سائحا إلى كاليفورنيا

## نتاج صحفي
وله إسهامات صحافية متنوعة أشهرها سلسلة مقالات، في عين العاصفة التي نُشرَت في جريدة الشرق الأوسط إبان حرب الخليج الثانية، كما أن له مؤلفات أخرى في التنمية والسياسة وغيرها:
- التنمية، الأسئلة الكبرى[10]
- عن هذا وذاك
- باي باي لندن ومقالات أخرى[11]
- الأسطورة ديانا[12]
- 100 من أقوالي غير المأثورة
- ثورة في السنة النبوية[13]
- حتى لا تكون فتنة.[14]
- المواسم. وهو كتاب «يتناول موضوع الموت».[15]
- استراحة الخميس.
- من هم الشعراء الذين يتبعهم الغاوون ؟
- مصالحات . . . ومغالطات وقضايا أخرى.[16]

## شعره
كان يُطلق على غازي القصيبي سندباد الشعر السعودي الحديث؛ فقد استطاع أن يترجم بعضاً من أشعاره إلى اللغة الإنجليزية من خلال ديوانه المسمى (الشرق والصحراء)FROM THE ORIENT AND THE DESERT حيث استطاع من خلال الترجمة الوصول إلى قراء الإنجليزية، وقد نال شعره الانتشار الواسع بين القراء ودليل على ذلك ديوانه معركة بلا راية الذي صدر في بيروت سنة 1971م، وقد برز في شعره جانب الصدق والمكابدة في قصيدته المسماة (يا أعز النساء)، واستطاع غازي القصيبي التقاط الصور وسكبها في أشعاره على هيئة لوحات فنية.

### قصائده المغناة
| القصيدة                 | الفنان    | الملحن        | ملاحظات                    |
| ----------------------- | --------- | ------------- | -------------------------- |
| لورا تلك لورا           | محمد عبده | محمد عبده     | [ 18 ]                     |
| أجل نحن الحجاز ونحن نجد | محمد عبده | محمد عبده     |                            |
| كالحلم جئتِ              | محمد عبده | محمد عبده     | ألبوم مجموعة إنسان.        |
| مشرق النور              | محمد عبده | محمد عبده     |                            |
| مغرورة                  | محمد عبده | أيمن عبد الله | ألبوم الهوى الغايب (2008). |
| سلمت يداك               | محمد عبده | محمد شفيق     | [ 21 ]                     |

## أقواله
- «عندما قرر الصهاينة إنشاء دولة لهم كانت اللغة العبرية لغة ميتة بعثوها بعثاً من المعاجم واستخدموا مفرداتها حتى أصبحت لغة حية! أما نحن فقد ورثنا أكثر اللغات حياة فبذلنا أعظم جهد لقتلها».
- «إن أي نجاح لا يتحقق إلا بفشل الآخرين هو في حقيقته هزيمة ترتدي ثياب النصر».
- «محاولة تطبيق أفكار جديدة بواسطة رجال يعتنقون أفكارًا قديمة هي مضيعة للجهد والوقت».
- «الكرامة البشرية مرتبطة ارتباطا عضويا بالعقل البشري. إذا ذهب العقل ذهبت معه الكرامة».
- «الفرق بين الشعر والرواية: الشعر شفرة، والرواية مذكرة. الشعر تلميح، والرواية تصريح. الشعر ومضة، والرواية نور كاشف. الشعر موسيقى، والرواية كلام. الشعر ترف لعقول الخاصة، والرواية طعام دسم لعقول العامة».
- «كنت أقول للطلبة في المحاضرة الأولى إن رسوب أي منهم يعني فشلي في تدريس المادة قبل أن يعني فشله في استيعابها».[22]

## الترجمة
في عام 2010، ترجم القصيبي كتاب للمؤلف إيريك هوفر باسم المؤمن الصادق.

## الإصدارات الشعرية
- أشعار من جزائر اللؤلؤ [24]- مطبعة دار الكتب بيروت 1960م - 1380هـ
- قطرات من ظمأ - مطبعة دار الكتب بيروت 1965م - 1385هـ
- في ذكرى نبيل - مطبعة دار الكتب بيروت 1969م - 1389هـ
- معركة بلا راية - مطبعة دار الكتب 1970م - 1390هـ[25]
- أبيات غزل - دار العلوم 1976م - 1396هـ
- أنت الرياض - ط1 المكتب المصري الحديث - ط2 دار العلوم 1977م - 1397هـ[26]
- قصائد مختارة - دار الفيصل الثقافية 1980م/1400هـ[27]
- الحمى - الكتاب العربي السعودي 1982م - 1402هـ[28]
- العودة إلى الأماكن القديمة - دار الصقر المنامة 1985م - 1405هـ[29]
- المجموعة الشعرية الكاملة - ط1 دار المسيرة للطباعة والنشر، ط2 تهامة 1987م - 1407هـ[30]
- ورود على ضفائر سناء - المؤسسة العربية للدراسات والنشر 1987م - 1407هـ[31]
- مرثية فارس سابق - الكتاب العربي السعودي 1990م - 1411هـ[32]
- عقد من الحجارة - المؤسسة العربية للدراسات والنشر 1991م - 1411هـ[33]
- سحيم - المؤسسة العربية للدراسات والنشر 1996م - 1416هـ[34]
- قراءة في وجه لندن - المؤسسة العربية للدراسات والنشر 1997م - 1417هـ[35]
- واللون عن الأوراد - دار الساقي 2000م - 1420هـ[36]
- يا فدى ناظريك - العبيكان 2001م - 1421هـ[37]
- الأشج - المؤسسة العربية للدراسات والنشر 2001م - 1421هـ[38]
- للشهداء - المؤسسة العربية للدراسات والنشر 2002م - 1423هـ[39]
- حديقة الغروب - العبيكان 2007م - 1428هـ[39]
- البراعم - دار القمرين 2008م - 1429هـ[40]

## وفاته
توفي الشاعر غازي القصيبي عن عمر يناهز السبعين عامًا في يوم الأحد 5 رمضان 1431 هـ الموافق 15 أغسطس 2010 الساعة العاشرة صباحًا في مستشفى الملك فيصل التخصصي بالرياض بعد معاناة طويلة مع المرض.

## وصلات خارجية
- القصيبي «الحاضر الغائب في ذاكرة القلم».
- ملتقى للأدب والثقافة.. افتتاح بيت غازي القصيبي في المنامة.
- غازي القصيبي يواصل حضوره.

| سبقه محمد بن عبد الله العوضي                                | وزير التجارة والصناعة 1396 هـ - 1402 هـ | تبعه عبد العزيز بن عبد الله الزامل |
| سبقه حسين بن عبد الرزاق الجزائري                            | وزير الصحة 1403 هـ - 1404 هـ            | تبعه فيصل بن عبدالعزيز الحجيلان    |
| سبقه وزارة مستحدثة                                          | وزير المياه والكهرباء 1423 هـ - 1424 هـ | تبعه عبد الله بن عبد الرحمن الحصين |
| سبقه علي بن إبراهيم النملة (قبل فصلها عن الشؤون الاجتماعية) | وزير العمل 1424 هـ - 1431 هـ            | تبعه عادل فقيه                     |